# Verona Elder
Verona Bernard, nata Elder (Wolverhampton, 5 aprile 1953), è un'ex velocista britannica.

## Palmarès

### Europei indoor
- 5 medaglie:
  - 3 ori (Rotterdam 1973 nei 400 m piani; Katowice 1975 nei 400 m piani; Vienna 1979 nei 400 m piani)
  - 1 argento (San Sébastian 1977 nei 400 m piani)
  - 1 bronzo (Grenoble 1981 nei 400 m piani)

### Giochi del Commonwealth
- 3 medaglie:
  - 1 oro (Christchurch 1974 nella staffetta 4x400 m)
  - 2 argenti (Christchurch 1974 nei 400 m piani; Edmonton 1978 nei 400 m piani)